# Сальников, Сергей Анатольевич
Сергей Анатольевич Сальников (род. 26 июня 1986, Уфа) — российский хоккеист, нападающий. Главный тренер команды «Салавата Юлаева» 2015 года рождения.

## Биография
Воспитанник «Салавата Юлаева». В сезоне 2001/02 дебютировал в первенстве России в первой лиге за вторую команду. В сезоне 2003/04 сыграл четыре матча в Суперлиге, в следующем сезоне провёл 45 матчей, набрав 7 (3+4) очков. В сезоне 2005/06 сыграл шесть матчей (0 очков). В следующем сезоне перешёл в белорусскую «Юность» Минск. Вернувшись в Россию, играл в высшей, первой лигах, ВХЛ за «Торос» Нефтекамск (2007/08, 2008/09 — 2010/11б 2011/12 — 2012/14), «Салават Юлаев-2» (2008/09), «Рубин» Тюмень (2011/12). В чемпионате Казахстана выступал за клубы «Темиртау» (2014/15), «Атырау» (2015/16 — 2016/17), «Иртыш» Павлодар (2016/17).
Чемпион мира среди юниорских команд 2004 года. Капитан команды и автор единственной шайбы в финале хоккейного турнира зимней Универсиады 2011 года.
В сезоне 2022/23 — главный тренер команды «Салавата Юлаева» 2015 года рождения.